# Bastuskär (Skarvörarna, Sastmola)
Bastuskär (finska: Pastuskeri eller Saunaluoto) är en ö i Finland. Den ligger i Bottenhavet och i kommunen Sastmola i den ekonomiska regionen  Björneborgs ekonomiska region i landskapet Satakunta, i den västra delen av landet. Ön ligger omkring 46 kilometer nordväst om Björneborg och omkring 270 kilometer nordväst om Helsingfors.
Öns area är 12,5 hektar och dess största längd är 0,6 kilometer i sydöst-nordvästlig riktning.